# Taggig stäppblomfluga
Taggig stäppblomfluga (Paragus finitimus) är en tvåvingeart som beskrevs av Goeldlin 1971. Taggig stäppblomfluga ingår i släktet stäppblomflugor, och familjen blomflugor.
Artens utbredningsområde är Schweiz. Arten är reproducerande i Sverige. Inga underarter finns listade i Catalogue of Life.